# Wevelgem
Wevelgem is een gemeente in de Belgische provincie West-Vlaanderen. De gemeente telt ongeveer 32.000 inwoners. Wevelgem-centrum is gelegen aan de Leie, die de grens vormt met Lauwe.
Wevelgem is de laatste jaren enorm verstedelijkt en is in de eerste plaats een forensenwoonzone geworden voor mensen die in Kortrijk en omstreken werken.

## Geschiedenis
De oudste bekende vermelding dateert uit 1197.
Tot het einde van de 18e eeuw bezat Wevelgem een abdij : de Guldenbergabdij, een cisterciënzerinnenabdij die in de buurt van de Leie was gelegen.

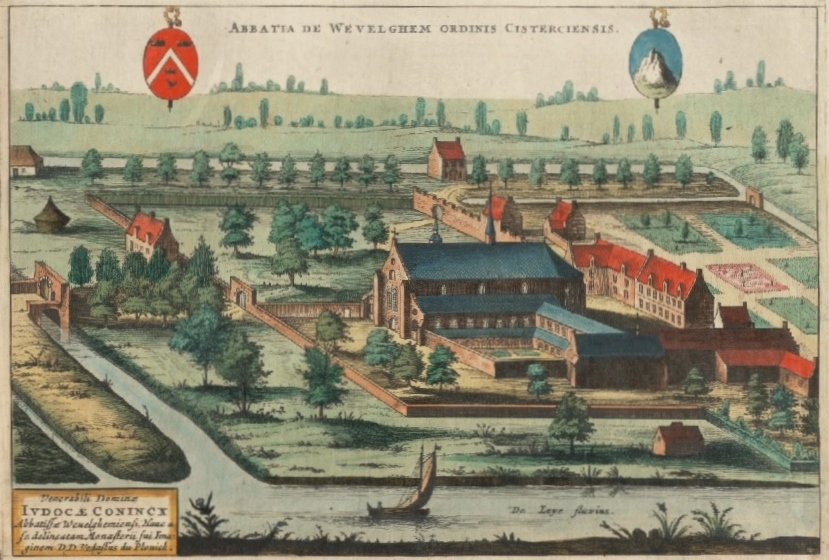
De Guldenbergabdij van Wevelgem in de eerste helft van de 17e eeuw (afbeelding uit Flandria Illustrata - 1641)

Voor Wevelgem was de rivier de Leie vroeger belangrijk. Men liet er vroeger het vlas in weken ("roten") om het daarna te verwerken in de vele vlasfabrieken in Wevelgem. De Leie kreeg toen ook zijn bijnaam, namelijk The Golden River, verwijzend naar de kleur van het vlas. In de glorie van de vlasteelt immigreerden velen naar Wevelgem en bleven er dan uiteindelijk na enkele generaties wonen. Op het einde van de negentiende eeuw verenigden enkele vlashandelaars die hun fabrieken van stoommachines en dynamo's hadden voorzien, zich in de Naamloze Maatschappij Electrieke Verlichting van Wevelghem. Vanaf 1899 leverden zij de elektriciteit voor de straatverlichting. Nu is de vlasteelt niet meer zo belangrijk als hij was, maar er zijn nog enkele bedrijven die vlas verwerken in Wevelgem.
In de Eerste Wereldoorlog legden de Duitsers een vliegveld aan langs de steenweg van Bissegem naar Wevelgem. Vanaf maart 1916 werden Zivilarbeiters ingezet om het terrein te egaliseren, dienstgebouwen op te trekken en een tweede spoorlijn tussen Kortrijk en Menen aan te leggen. In juli 1917 werden 18 vliegtuigen van de Jagdstaffel 6 onder leiding van Oberleutnant Eduard Dostler als eerste legereenheid op het vliegveld gevestigd. Na de oorlog werd het vliegveld ongebruikt, tot er in 1922-24 beslist werd om er een militaire vliegschool in onder te brengen. Vanaf 1969 heeft het vliegveld zijn militaire functie verloren en kwam het in bezit van het Provinciebestuur West-Vlaanderen en van de Intercommunale Ontwikkelingsmaatschappij Leiedal. Airport Kortrijk-Wevelgem is sindsdien uitgegroeid tot een regionale luchthaven met vooral verkeer voor zaken en transport.
Nog een overblijfsel van de Eerste Wereldoorlog is het Duits Militair Kerkhof, dat deels gelegen is in de buurgemeente Menen. Op deze militaire begraafplaats liggen ruim 48.000 soldaten begraven die sneuvelden tijdens de Eerste Wereldoorlog. Dit maakt van de begraafplaats de grootste Duitse begraafplaats in heel België. Schuin aan de overkant van dit kerkhof lag tijdens de Eerste Wereldoorlog een (misleidend) vliegveld, met houten vliegtuigen om de vijand te misleiden; overblijfselen daarvan zijn nog een grote bunker en een kleine bunker aan de spoorweg. De brug die Wevelgem en Lauwe verbinden, werd vernietigd tijdens de Tweede Wereldoorlog en achteraf heropgebouwd.

## Geografie

### Kernen
Wevelgem heeft drie deelgemeenten. Naast Wevelgem-centrum zijn dit Gullegem en Moorsele. Wevelgem, Gullegem en Moorsele worden gescheiden door de A17 en A19, die bijna volledig met de deelgemeentegrenzen samenlopen.
| # | Naam           | Opp. (km²) | Inwoners (2020) | Inwoners per km² | NIS-code |
| - | -------------- | ---------- | --------------- | ---------------- | -------- |
| 1 | Wevelgem (I)   | 14,13      | 16 436          | 1 164            | 34041A   |
| 2 | Gullegem (II)  | 9,73       | 8 961           | 921              | 34041B   |
| 3 | Moorsele (III) | 15,17      | 6 170           | 407              | 34041C   |

De gemeente Wevelgem grenst aan de volgende gemeenten en dorpen:
| - a. Lauwe (stad Menen) - b. Menen (stad Menen) - c. Geluwe (stad Wervik) - d. Dadizele (gemeente Moorslede) - e. Ledegem (gemeente Ledegem) |

| - f. Rollegem-Kapelle (gemeente Ledegem) - g. Sint-Eloois-Winkel (gemeente Ledegem) - h. Heule (stad Kortrijk) - i. Bissegem (stad Kortrijk) - j. Marke (stad Kortrijk) |

### Kaart

Wevelgem, deelgemeenten en buurgemeenten. De gele gebieden zijn bebouwde kernen.

## Bezienswaardigheden
- De neoromaanse Sint-Hilariuskerk in het centrum werd opgetrokken in 1880-1882, ter vervanging van een vroegere gotische kruiskerk
- De Sint-Theresiakerk in de Sint-Theresiaparochie, ten westen van de dorpskern
- De Onbevlekt Hart van Mariakerk, die werd ontworpen door Hans van der Laan en Joseph Lietaert
- De Guldenbergabdij, waarvan de Kloosterhof, met poortgebouw en duoventoren, een restant is.
- Het Kasteel Vanackere, huidige gemeentehuis.
- Het Sint-Pauluscollege; het gebouw dateert uit Expo 58 en was toen het Joegoslaviëpaviljoen. Het doet nu dienst als schoolgebouw.
- De Koortskapel in de Bieststraat, van 1893.
- In Menen, op de grens met Wevelgem ligt het Deutscher Soldatenfriedhof Menen met gesneuvelden uit de Eerste Wereldoorlog. Dit is het grootste van België met meer dan 42.000 graven. Twee kleinere Britse militaire begraafplaatsen liggen in Moorsele.
- De Vanbutselesmolen.

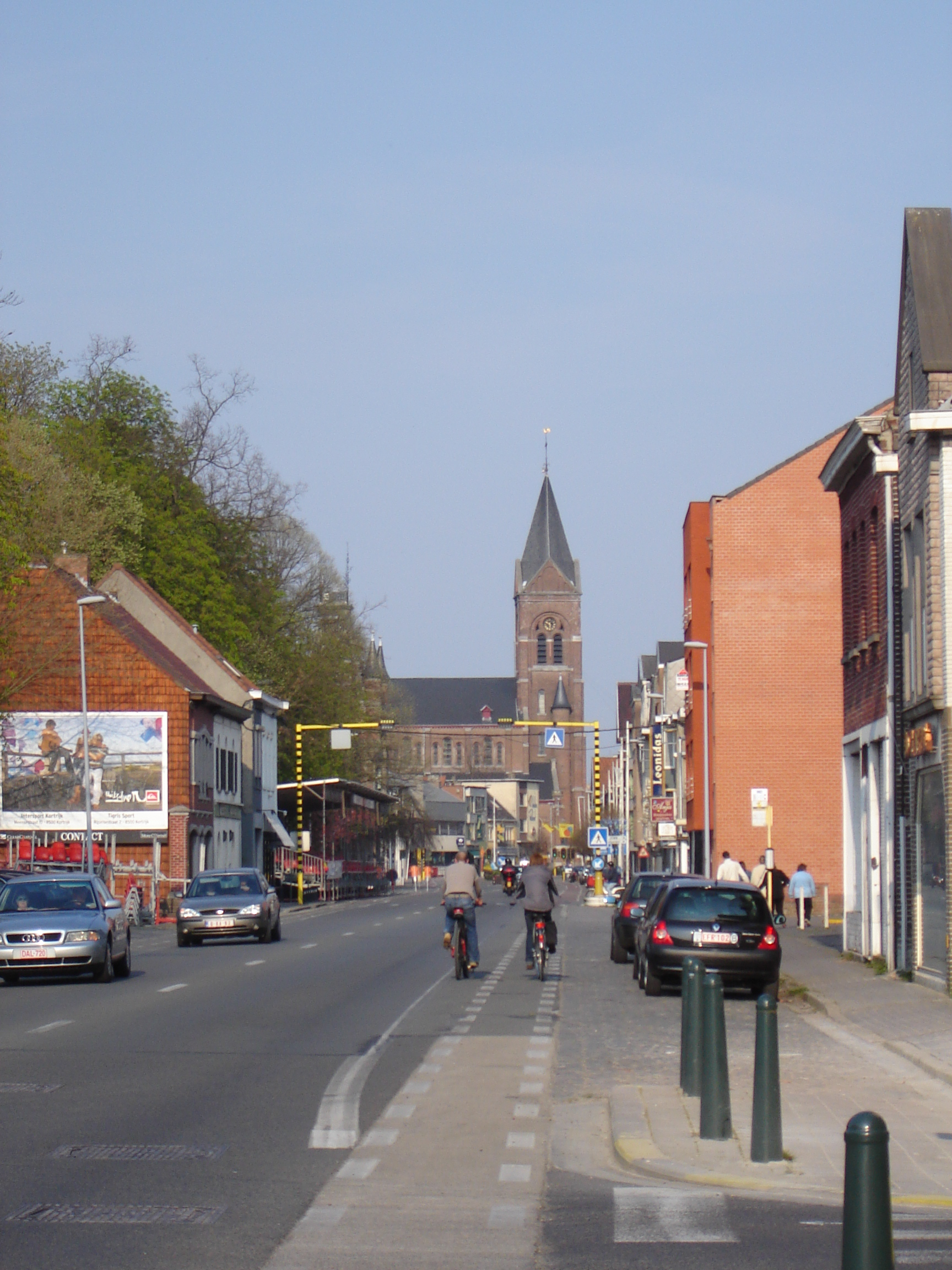
Binnenrijden Wevelgem via Menenstraat
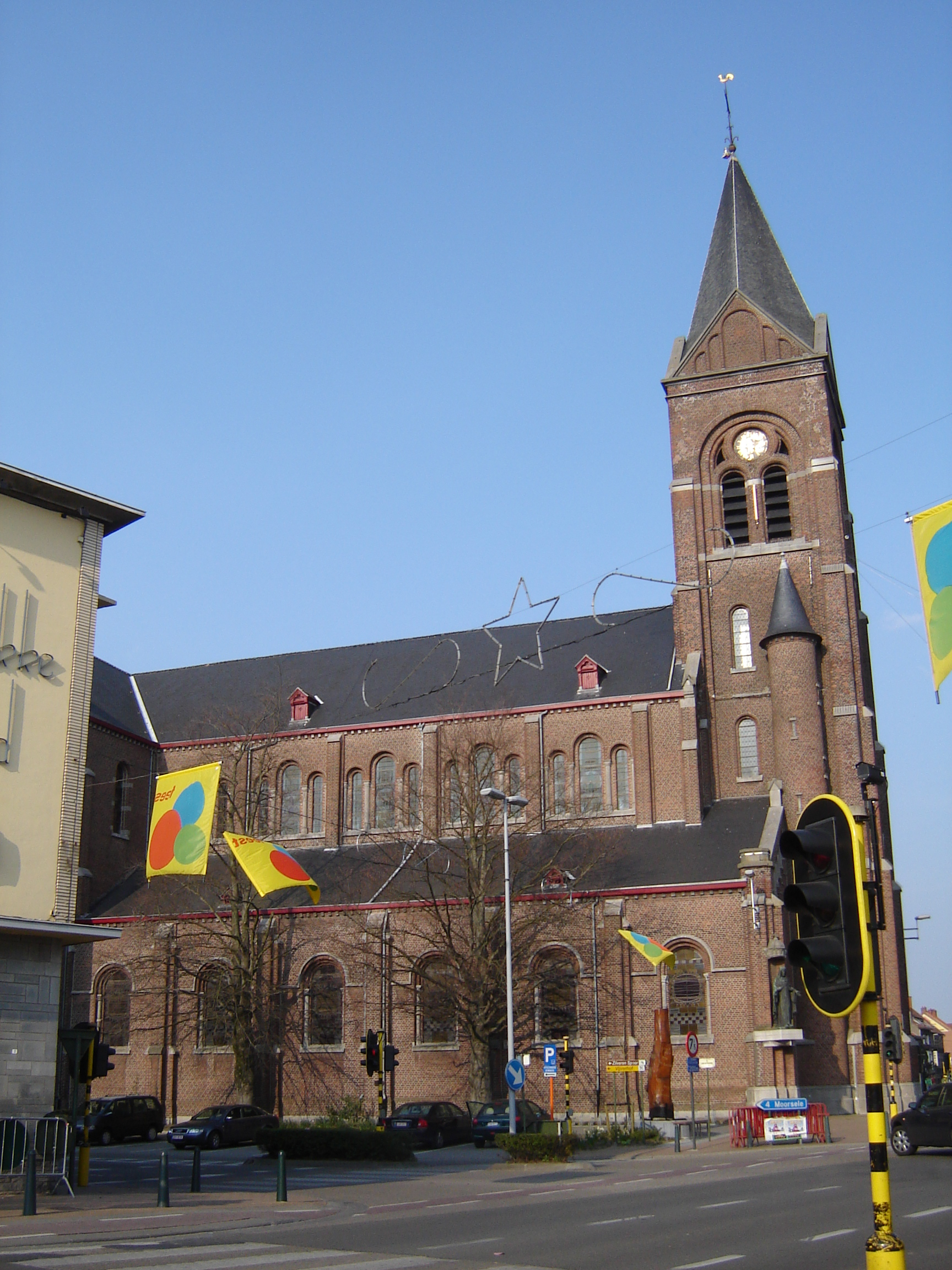
Sint-Hilariuskerk
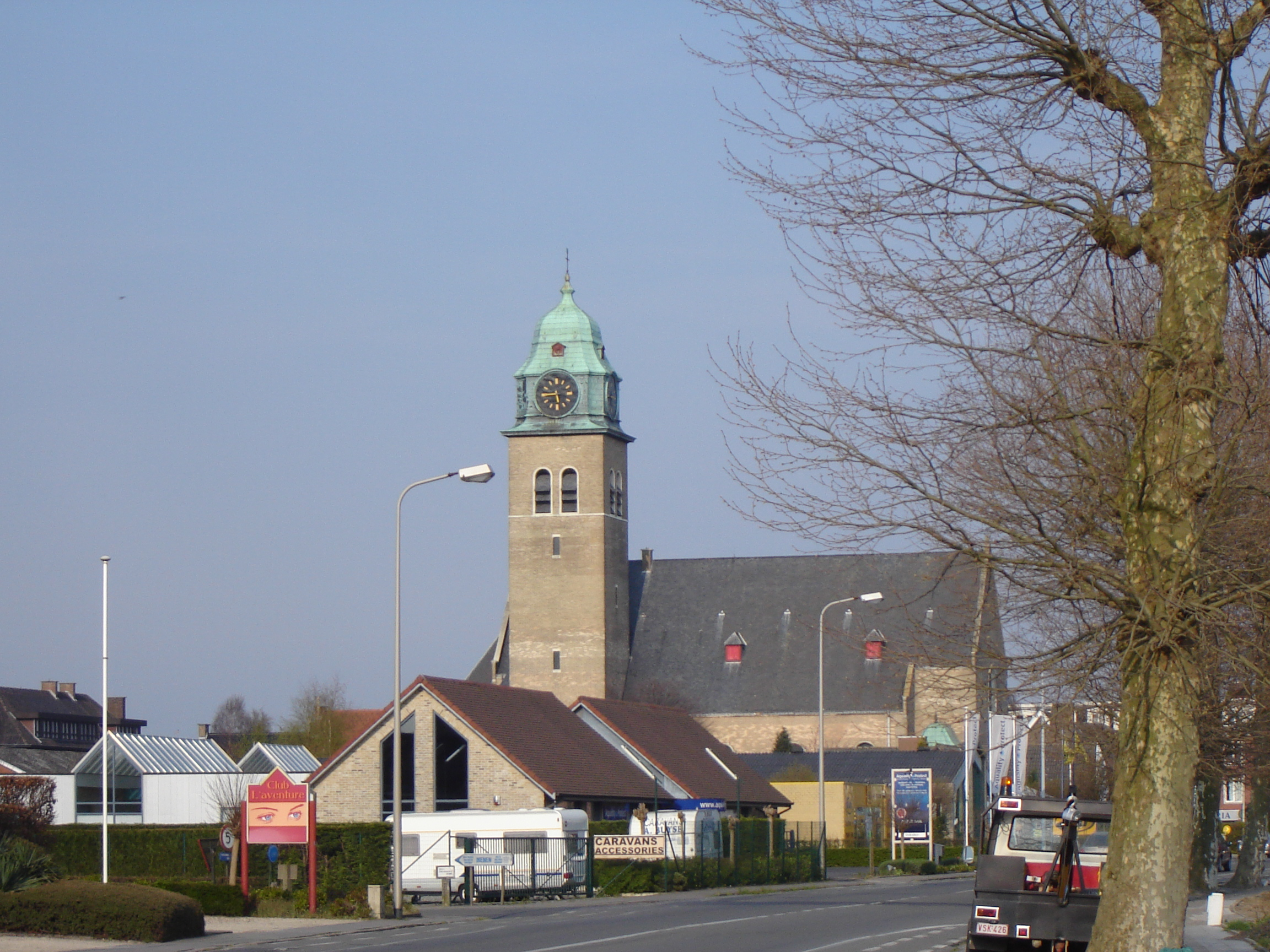
Sint-Theresiakerk aan de Menenstraat
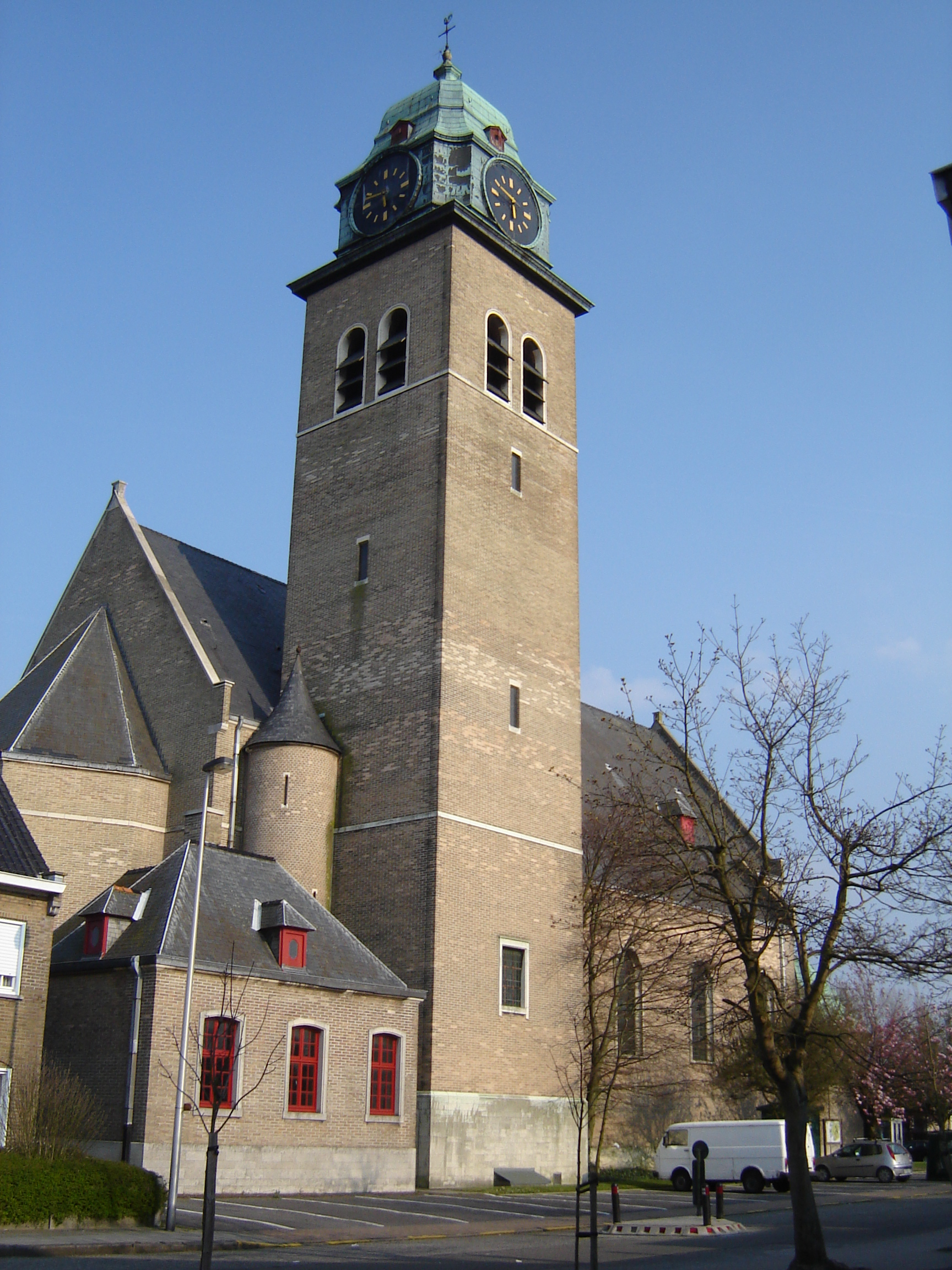
Sint-Theresiakerk
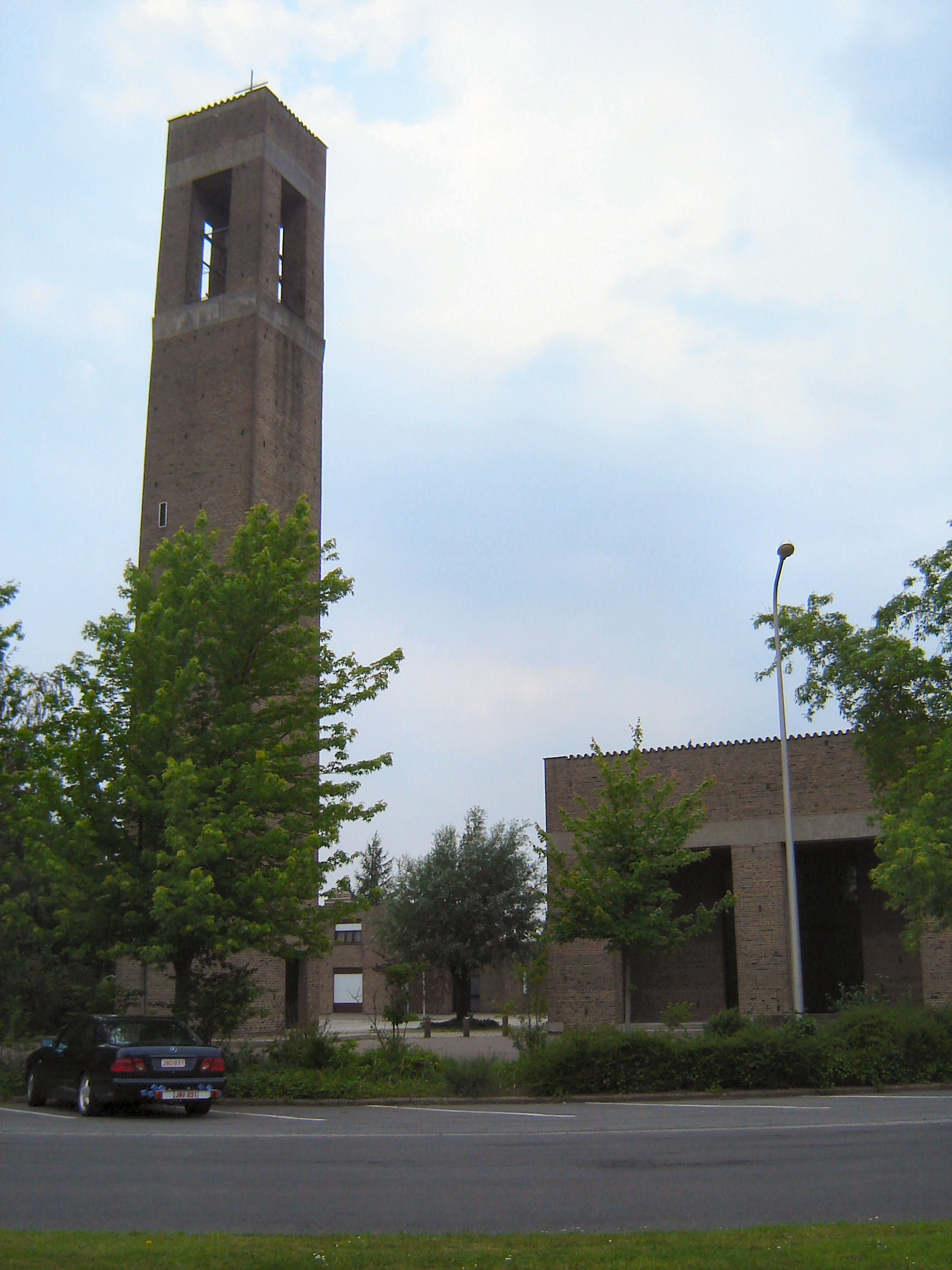
Kerk Onbevlekt Hart van Maria
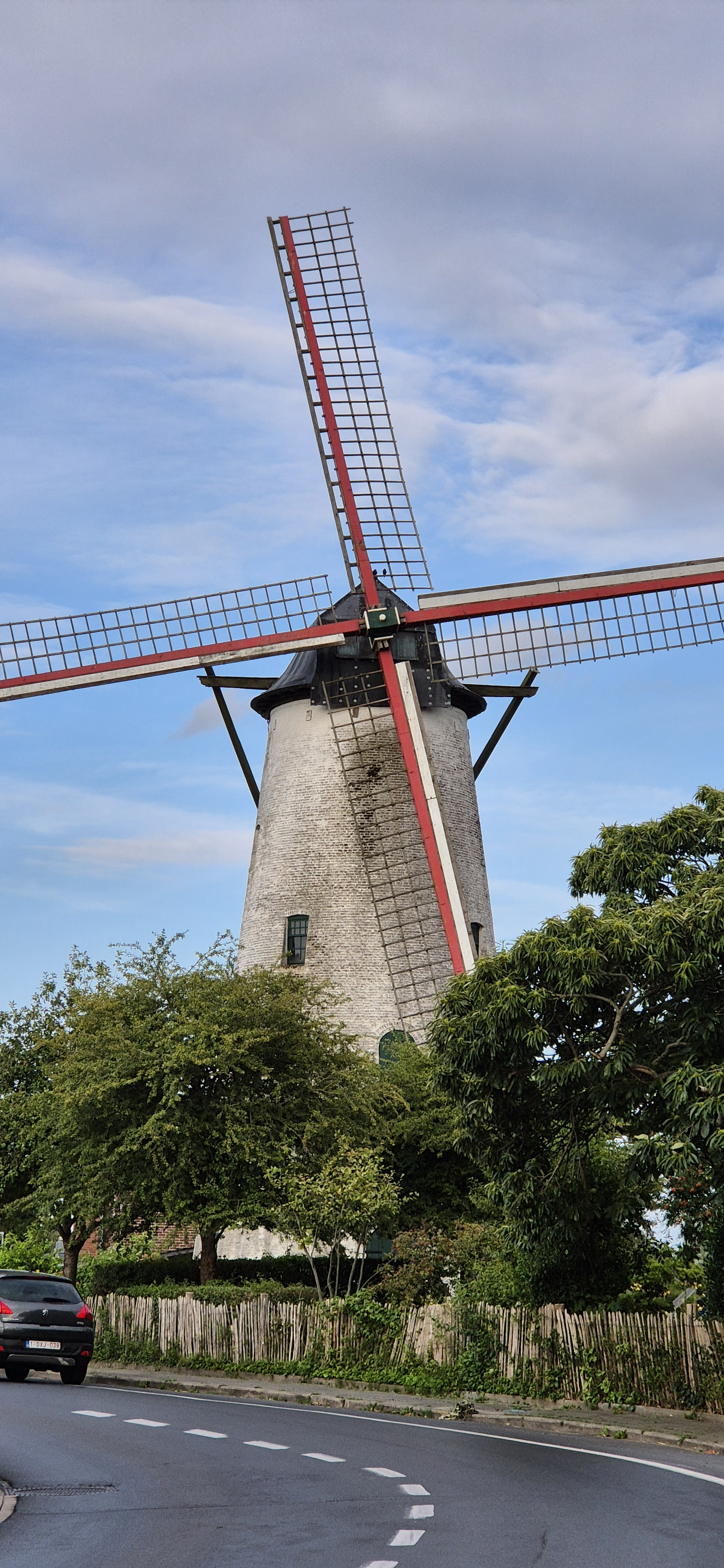
Vanbutselesmolen

## Natuur en landschap
Wevelgem ligt in Zandlemig Vlaanderen met in het zuiden de vallei van de Leie. De hoogte varieert van 12-20 meter. 
Naast de Leie zijn er nog enkele kleine waterlopen. Deze werden echter grotendeels overkluisd in het sterk verstedelijkte gebied. Het 26 hectare grote Leiebos werd in de jaren 1980 aangelegd om in meer groen te voorzien. Het bij Gullegem gelegen 58 ha. grote provinciedomein  Bergelen is na zandwinning in de jaren 1970 ingericht als water- en bosgebied. Er is een natuureducatief centrum gevestigd genaamd 'De Rand'.
De verstedelijking uit zich, naast de aanleg van nieuwe woonwijken, in tal van verkeersvoorzieningen zoals een spoorweg (1853), een militair vliegveld (1916), een groot bedrijventerrein en diverse autowegen met bijbehorende verkeersknooppunten.

## Economie
Vanouds was de vlasteelt en -verwerking van groot belang. Vanaf de 16e eeuw werd het vlas geroot in stilstaand water, maar vanaf 1850 mocht het roten in de Leie gebeuren. Deze kreeg de bijnaam golden river vanwege de gelige kleur die het water hierdoor kreeg.
Uiteindelijk legde Wevelgem zich toe op de vlasvezelbereiding en in 1867 startte de eerste stoomzwingelarij, eigendom van de gebroeders Vansteenkiste. In 1910 telde men 22 roterijen en mechanische zwingelarijen en daarnaast nog coöperatieve zwingelarijen. In totaal werkten er toen ruim 1070 mensen. In 1911 opende Vansteenkiste ook een warmwaterroterij. In 1938 telde men 138 roterijen en in 1900 begon de Naamloze Maatschappij van de elektriek, waarbij de stoomturbine van de zwingelarij een generator aandreef die in de verlichting van enkele straten voorzag, maar in 1905 door brand werd getroffen.
De mechanisatie van en, na de Tweede Wereldoorlog, de teloorgang van de vlasindustrie leidde tot werkloosheid. Men schakelde over op andere takken van bedrijvigheid.
Op het grondgebied van de gemeente Groot-Wevelgem liggen de industriezones Gullegem-Moorsele, Wevelgem-Noord als Wevelgem-Zuid. Deze zijn aangelegd vanaf 1969. Wevelgem kent een goede commerciële groei en heeft dan ook een groeiend aanbod aan industriële gronden in de diverse industriezones, namelijk Industriezone-West, Vliegveld, Gullegem-Moorsele, Noord. Ook de Luchthaven Moorsele heeft enige economische betekenis.

## Wijken
- De Kijkuithoek

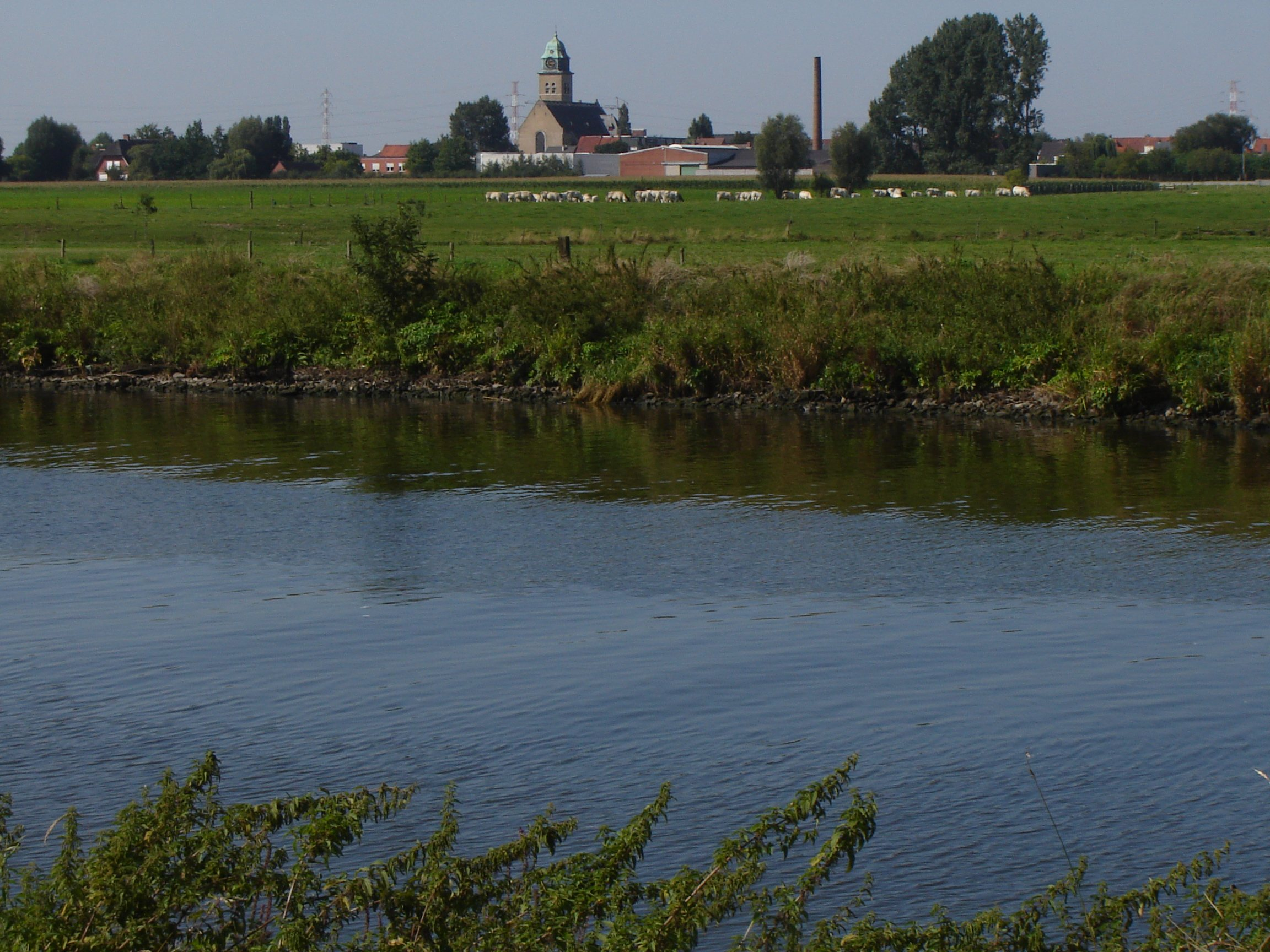
Sint-Theresiakerk en -parochie in het westen van Wevelgem, langs de Leie

- De ZwaeneBloeme (ontstaan 1998- 188 gezinswoningen)
- De Wijnberg (in de parochie Onbevlekt Hart van Maria)
- De Posthoorn (in de Sint-Theresiaparochie)
- De Wezelhoek
- De Kruishoek
- De Katerhoek
- Centrum (Wevelgem)
- De Kloefhoek
- De Hoge Akker
- Het Mollegat
- De Artoishoek
- De Kozak
- De Rivierwijk
- Overheule (Moorsele)
- Den Herthoek
- Ter Kommeren
- De Barakken (Moorsele)
- Bromdries
- De Platse (Moorsele)
- 't Helleputje
- Leuricock

## Demografie

### Demografische evolutie voor de fusie
- Bronnen:NIS, Opm:1831 tot en met 1970=volkstellingen; 1976 = inwoneraantal op 31 december

### Demografische ontwikkeling van de fusiegemeente
Alle historische gegevens hebben betrekking op de huidige gemeente, inclusief deelgemeenten, zoals ontstaan na de fusie van 1 januari 1977.
- Bronnen:NIS, Opm:1806 tot en met 1981=volkstellingen; 1990 en later= inwonertal op 1 januari

| Inwoners van jaar tot jaar op 1 januari 1992 tot heden | Inwoners van jaar tot jaar op 1 januari 1992 tot heden | Inwoners van jaar tot jaar op 1 januari 1992 tot heden |
| jaar                                                   | Aantal                                                 | Evolutie: 1992=index 100                               |
| ------------------------------------------------------ | ------------------------------------------------------ | ------------------------------------------------------ |
| 1992                                                   | 30.746                                                 | 100,0                                                  |
| 1993                                                   | 30.883                                                 | 100,4                                                  |
| 1994                                                   | 31.014                                                 | 100,9                                                  |
| 1995                                                   | 31.042                                                 | 101,0                                                  |
| 1996                                                   | 31.056                                                 | 101,2                                                  |
| 1997                                                   | 31.105                                                 | 101,2                                                  |
| 1998                                                   | 31.192                                                 | 101,5                                                  |
| 1999                                                   | 31.270                                                 | 101,7                                                  |
| 2000                                                   | 31.374                                                 | 102,0                                                  |
| 2001                                                   | 31.357                                                 | 102,0                                                  |
| 2002                                                   | 31.276                                                 | 101,7                                                  |
| 2003                                                   | 31.172                                                 | 101,4                                                  |
| 2004                                                   | 31.084                                                 | 101,1                                                  |
| 2005                                                   | 31.059                                                 | 101,0                                                  |
| 2006                                                   | 31.020                                                 | 100,9                                                  |
| 2007                                                   | 30.926                                                 | 100,6                                                  |
| 2008                                                   | 30.934                                                 | 100,6                                                  |
| 2009                                                   | 30.990                                                 | 100,8                                                  |
| 2010                                                   | 30.975                                                 | 100,7                                                  |
| 2011                                                   | 31.066                                                 | 101,0                                                  |
| 2012                                                   | 31.076                                                 | 101,1                                                  |
| 2013                                                   | 31.100                                                 | 101,2                                                  |
| 2014                                                   | 31.063                                                 | 101,0                                                  |
| 2015                                                   | 31.307                                                 | 101,8                                                  |
| 2016                                                   | 31.291                                                 | 101,8                                                  |
| 2017                                                   | 31.457                                                 | 102,3                                                  |
| 2018                                                   | 31.412                                                 | 102,2                                                  |
| 2019                                                   | 31.406                                                 | 102,1                                                  |
| 2020                                                   | 31.579                                                 | 102,7                                                  |
| 2021                                                   | 31.503                                                 | 102,5                                                  |
| 2022                                                   | 31.565                                                 | 102,7                                                  |
| 2023                                                   | 31.795                                                 | 103,4                                                  |
| 2024                                                   | 31.884                                                 | 103,7                                                  |
| 2025                                                   | 31.940                                                 | 103,9                                                  |

## Politiek

### Structuur
| Wevelgem         | Wevelgem         | Supranationaal         | Nationaal                         | Nationaal                         | Gemeenschap               | Gewest                    | Provincie                 | Arrondissement  | Provinciedistrict | Kanton          | Gemeente        |
| ---------------- | ---------------- | ---------------------- | --------------------------------- | --------------------------------- | ------------------------- | ------------------------- | ------------------------- | --------------- | ----------------- | --------------- | --------------- |
| Administratief   | Niveau           | Europese Unie          | België                            | België                            | Vlaanderen                | Vlaanderen                | West-Vlaanderen           | Kortrijk        | Kortrijk          | Kortrijk        | Wevelgem        |
| Administratief   | Bestuur          | Europese Commissie     | Belgische regering                | Belgische regering                | Vlaamse regering          | Vlaamse regering          | Deputatie                 | Deputatie       | Deputatie         | Deputatie       | Gemeentebestuur |
| Administratief   | Raad             | Europees Parlement     | Kamer van volksvertegenwoordigers | Kamer van volksvertegenwoordigers | Vlaams Parlement          | Vlaams Parlement          | Provincieraad             | Provincieraad   | Provincieraad     | Provincieraad   | Gemeenteraad    |
| Kiesomschrijving | Kiesomschrijving | Nederlands Kiescollege | Kieskring West-Vlaanderen         | Kieskring West-Vlaanderen         | Kieskring West-Vlaanderen | Kieskring West-Vlaanderen | Kieskring West-Vlaanderen | Kortrijk-Ieper  | Kortrijk          | Menen           | Wevelgem        |
| Verkiezing       | Verkiezing       | Europese               | Federale                          | Federale                          | Vlaamse                   | Vlaamse                   | Provincieraads-           | Provincieraads- | Provincieraads-   | Provincieraads- | Gemeenteraads-  |

### Geschiedenis

#### Burgemeesters
| Tijdspanne | Tijdspanne  | Burgemeester             |
| ---------- | ----------- | ------------------------ |
|            | 1800 - 1802 | Constantin Libert        |
|            | 1802 - 1806 | Jan Bapt. Dierickx       |
|            | 1806 - 1808 | Louis Van Ackere         |
|            | 1808 - 1811 | Pieter Vanden Berghe     |
|            | 1811 - 1815 | Emmanuel Francois Coucke |
|            | 1815 - 1830 | Jacobus De Blauwe        |
|            | 1830 - 1833 | Pieter Vanden Berghe     |
|            | 1833 - 1853 | Pieter De Brabandere     |
|            | 1853 - 1884 | Jean Van Ackere          |

| Tijdspanne | Tijdspanne   | Burgemeester                                |
| ---------- | ------------ | ------------------------------------------- |
|            | 1884 - 1926  | Jules van Ackere                            |
|            | 1927 - 1932  | Jules Constant van Ackere                   |
|            | 1933 - 1941  | Remi Wallays (UCB)                          |
|            | 1942 - 1944  | Michel Byttebier (VNV, oorlogsburgemeester) |
|            | 1945 - 1946  | Remi Wallays (CVP)                          |
|            | 1947 - 1969  | Achiel Wallays (CVP)                        |
|            | 1970 - 1976  | Hector Duhamel                              |
|            | 1977 - 2003  | Gilbert Seynaeve (ACW / CVP / CD&V)         |
|            | 2004 - heden | Jan Seynhaeve (CD&V)                        |

### 2025–2030

#### Schepencollege
| Functie en bevoegdheden | Naam            | Partij | Partij    |
| --- | --------------- | ------ | --------- |
| Burgemeester Algemeen beleid en strategische planning veiligheid, politie, brandweer                                                          | Jan Seynhaeve   |        | CD&V 8560 |
| Eerste schepen Burgerzaken, dienstverlening, personeel, begraafplaatsen, economie, industrie en landbouw                                      | Kevin Defieuw   |        | CD&V 8560 |
| Tweede schepen Sport, cultuur, bibliotheek, kunst, erfgoed, gezondheidsbeleid                                                                 | Geert Breughe   |        | CD&V 8560 |
| Derde schepen Ruimtelijke ordening, woonbeleid, masterplan Wevelgem, onderwijs, kunstonderwijs, toerisme                                      | Mathieu Desmet  |        | CD&V 8560 |
| Vierde schepen Mobiliteit, financiën, kinderopvang, evenementen, vrijwilligersbeleid                                                          | Lobke Maes      |        | CD&V 8560 |
| Vijfde schepen Openbare werken, leefmilieu, groenbeleid, klimaat, energie, patrimonium, dierenwelzijn                                         | Stijn Tant      |        | CD&V 8560 |
| Zesde schepen Jeugd, stedenbouw, communicatie, sociale economie, duurzaamheid, inclusie en toegankelijkheid, lokaal mondiaal beleid           | Bas Surmont     |        | CD&V 8560 |
| Zevende schepen Welzijn, zorgbeleid, sociale kruidenier, huis van het kind, ouderenbeleid, voorzitter bijzonder comité voor de sociale dienst | Marie De Clerck |        | CD&V 8560 |

#### Gemeenteraad
- CD&V 8560: Jan Seynhaeve, Kevin Defieuw, Geert Breughe, Mathieu Desmet, Lobke Maes, Stijn Tant, Bas Surmont, Marie De Clerck, Viktor Maes, Michaël Picquart, Eva Parmentier, Jessica Corty, Sofie Mol, Charlotte Bonte, Elyn Stragier, Liese Vandoorne, Hendrik Libeer, Luc Defraye
- N-VA: Filip Daem, Heidi Craeynest, Luc Vanderhaeghe, Hendrik Vanhaverbeke, Ayrton Buyse, Stefaan Leon
- Vlaams Belang: Dennis Bels, Virginie Vermeersch, Nico Dupont
- Vooruit: Yves Goddeeris, Vicky Claeys
- Meer dan Groen: Jelle Stragier, Inge Goemaere [5]

Voorzitter gemeenteraad: Michaël Picquart (CD&V 8560)

#### Legislatuur 1983 - 1988
De Christendemocraten namen in verdeelde slagorde deel aan de verkiezingen. Enerzijds was er de kieslijst ACW en anderzijds de Christelijke middenstanders- en boerenlijst onder de naam CWP. Lijsttrekker voor de CWP was Frans Gheysen.  De verkiezingen werden gewonnen door het ACW dat een absolute meerderheid behaalde. Burgemeester werd Gilbert Seynaeve.

#### Legislatuur 1989 - 1994
De PVV, CWP en Volksunie kwamen in kartel op onder de naam Algemeen Welzijn, lijsttrekker was Frans Gheysen. Burgemeester werd Gilbert Seynaeve (ACW).

#### Legislatuur 1995 - 2000
In de aanloop naar de gemeenteraadsverkiezingen van 1994 kwam het tot een breuk in het kartel Algemeen Welzijn. De VLD besloot zelfstandig naar de kiezer te trekken. De Volksunie en CWP van hun kant kwamen in kartel op onder de naam 'Demokratisch Centrum De Brug' met als lijsttrekker Luc Gheysens. Daarnaast was er de eenmans-partij Omnium van Koen Sinnesael. Het ACW verloor zijn meerderheid en tekende met de SP een bestuursakkoord. Gilbert Seynaeve bleef burgemeester.

#### Legislatuur 2001 - 2006
Onder impuls van CVP-voorzitter Stefaan De Clerck komt het tot een verzoening tussen de CWP-ers van het kartel 'De Brug' en het ACW. Ook Koen Sinnesael stond op deze lijst. De Volksunie trekt onder de voormalige kartelnaam samen met de VLD naar de kiezer. De CVP behaalde een absolute meerderheid, burgemeester werd Gilbert Seynaeve. Halfweg de legislatuur werd hij opgevolgd door partijgenoot Jan Seynhaeve in deze hoedanigheid. In januari 2005 kwam het tot een breuk binnen De Brug en besloot de VLD een eigen fractie te vormen.

#### Legislatuur 2013 - 2018
Lijsttrekkers waren Jan Seynhaeve (CD&V), Francies Debels (sp.a), Jürgen Lemaire (Open Vld), Henk Vandenbroucke (Groen), Marcel Masquelin (Vlaams Belang) en Filip Daem (N-VA). Ten slotte nam ook Omnium met Koen Sinnesael als lijsttrekker opnieuw deel aan de verkiezingen.
N-VA, dat bij de vorige verkiezingen geen enkele verkozene had, behaalde 1/5e van de stemmen en werd plotsklaps de grootste oppositiepartij. Groen van zijn kant kon zijn raadsleden verdubbelen tot 2. De sp.a kon het verlies beperken en behield 3 van de 4 raadsleden, ook de CD&V moest een licht verlies incasseren. Waar de partij bij de vorige verkiezingen nog meer dan de helft (53,31%) van alle kiezers kon overtuigen, strandde ze nu net onder de helft (48,69%). Wel moest de partij drie zitjes in de gemeenteraad inleveren. Het grootste verlies was voor Vlaams Belang dat slechts 1 van haar 4 raadsleden kon behouden en Open Vld dat niet langer vertegenwoordigd is in de gemeenteraad. Burgemeester werd Jan Seynhaeve van de CD&V, hij beschikt over een absolute meerderheid van 18 op 31 zetels.

#### Legislatuur 2019 - 2024
Burgemeester was Jan Seynhaeve van de CD&V die een absolute meerderheid haalde van 17 op 31 zetels.

#### Legislatuur 2024 - 2030
Jan Seynhaeve bleef burgemeester van Wevelgem. Zijn partij CD&V 8560 behaalde opnieuw een absolute meerderheid, met 18 op 31 zetels.

### Resultaten gemeenteraadsverkiezingen sinds 1976
| Partij of kartel     | Partij of kartel                 | 10-10-1976 | 10-10-1976 | 10-10-1982 | 10-10-1982 | 9-10-1988 | 9-10-1988 | 9-10-1994 | 9-10-1994 | 8-10-2000 | 8-10-2000 | 8-10-2006 | 8-10-2006 | 14-10-2012 | 14-10-2012 | 14-10-2018 | 14-10-2018 | 13-10-2024 | 13-10-2024 |
| Stemmen / Zetels     | Stemmen / Zetels                 | %          | 29         | %          | 29         | %         | 29        | %         | 31        | %         | 31        | %         | 31        | %          | 31         | %          | 31         | %          | 31         |
| -------------------- | -------------------------------- | ---------- | ---------- | ---------- | ---------- | --------- | --------- | --------- | --------- | --------- | --------- | --------- | --------- | ---------- | ---------- | ---------- | ---------- | ---------- | ---------- |
|                      | SP1/ sp.a2/ Vooruit3             | 15,761     | 4          | 16,871     | 5          | 16,621    | 5         | 14,091    | 4         | 14,551    | 4         | 14,482    | 4         | 10,172     | 3          | 8,12       | 2          | 9,33       | 2          |
|                      | Agalev1/ Groen2/ Meer dan Groen3 | -          |            | -          |            | 6,721     | 1         | 7,791     | 2         | 9,541     | 2         | 7,212     | 1         | 9,92       | 2          | 13,52      | 4          | 7,93       | 2          |
|                      | ACW1/ CVP2/ CD&V3 / CD&V 85604   | 53,911     | 17         | 51,121     | 18         | 51,741    | 17        | 41,511    | 15        | 45,342    | 17        | 53,313    | 21        | 48,693     | 18         | 47,13      | 17         | 49,54      | 18         |
|                      | CWP1/ Alg.Wel.A/ DE.BRUGB        | -          |            | 10,361     | 2          | 21,13A    | 6         | 25,7B     | 8         | 45,342    | 17        | 53,313    | 21        | 48,693     | 18         | 47,13      | 17         | 49,54      | 18         |
|                      | VU1/ Alg.Wel.A/ DE.BRUGB/ N-VA2  | 14,711     | 4          | 11,661     | 3          | 21,13A    | 6         | 25,7B     | 8         | 19,94B    | 6         | 3,742     | 0         | 20,872     | 7          | 18,02      | 6          | 18,92      | 6          |
|                      | PVV1/ VLD2/ DE.BRUGB/ Open Vld3  | -          |            | 6,631      | 1          | 21,13A    | 6         | 9,012     | 2         | 19,94B    | 6         | 5,032     | 1         | 2,993      | 0          | 3,13       | 0          | -          |            |
|                      | Vlaams Blok1/ Vlaams Belang2     | -          |            | -          |            | 0,871     | 0         | -         |           | 8,471     | 2         | 13,162    | 4         | 5,912      | 1          | 10,22      | 2          | 11,62      | 3          |
|                      | Alg.Bel                          | 15,62      | 4          | -          |            | -         |           | -         |           | -         |           | -         |           | -          |            | -          |            | -          |            |
| Anderen(*)           | Anderen(*)                       | -          |            | 3,35       | 0          | 2,92      | 0         | 1,9       | 0         | 2,16      | 0         | 3,05      | 0         | 1,47       | 0          | -          |            | 2,8        | 0          |
| Totaal stemmen       | Totaal stemmen                   | 19193      | 19193      | 20563      | 20563      | 21705     | 21705     | 22163     | 22163     | 22869     | 22869     | 23002     | 23002     | 22925      | 22925      | 23402      | 23402      | 15598      | 15598      |
| Opkomst %            | Opkomst %                        |            |            |            |            | 96,39     | 96,39     | 94,84     | 94,84     | 95,05     | 95,05     | 95,58     | 95,58     | 93,72      | 93,72      | 95,1       | 95,1       | 63,5       | 63,5       |
| Blanco en ongeldig % | Blanco en ongeldig %             | 3,82       | 3,82       | 5,03       | 5,03       | 5,04      | 5,04      | 6,63      | 6,63      | 5,11      | 5,11      | 4,13      | 4,13      | 4,62       | 4,62       | 4,7        | 4,7        | 1,4        | 1,4        |

De rode cijfers naast de gegevens duiden aan onder welke naam de partijen bij elke verkiezing opkwamen.

De zetels van de gevormde coalitie staan vetjes gedrukt.

(*) 1982: ZOMAAR (3,35%) / 1988: ZOMAAR (2,92%) / 1994: omnium (1,9%) / 2000: Vivant (2,16%) / 2006: De Regenboog (3,05%) / 2012: Omnium (1,47%) / 2024: Voor 8560 (2,5%), SVD (0,3%)

## Mobiliteit
- De gemeente is over de weg via de autosnelwegen E403, en eventueel ook de A19 en E17 bereikbaar. De deelgemeente Gullegem is bereikbaar via de Kortrijkse Ring R8.
- In het oosten van Wevelgem ligt de Internationale luchthaven Kortrijk-Wevelgem, op de grens met Bissegem in Kortrijk. Het is een overblijfsel van de Eerste Wereldoorlog.
- De rivier de Leie had vooral vroeger een economische functie voor de gemeente.
- De spoorweg van Kortrijk naar Poperinge (lijn 69) doorsnijdt de gemeente. Deze bestond in 2004 150 jaar. Wevelgem heeft nog steeds zijn eigen gerestaureerd stationsgebouw uit 1855 (station werd gesloten in 2013 - stopplaats werd behouden).

## Sport
De gemeente vormt elk voorjaar de aankomstplaats van de wielerklassieker Gent-Wevelgem. De voetbalclub SV Wevelgem City speelde in zijn geschiedenis verschillende jaren in de nationale afdelingen. Basketteam LP Wevelgem was enkele jaren vertegenwoordigd in de hoogste divisie, nu speelt het team in 1ste provinciale. Turnster Aagje Vanwalleghem is afkomstig uit de gemeente. Jaarlijks wordt de hardloopwedstrijd Leiemarathon gehouden.

## Trivia
- Wevelgem heeft zijn eigen bier, de Wevelgemse Tripel, en deelgemeente Gullegem de Gulletaart.

## Bekende Wevelgemnaren
- Wannes Cappelle, frontman en zanger van muziekgroep Het Zesde Metaal
- Annelien Coorevits, Miss België 2007
- Stephanie Coorevits, televisiepresentatrice
- Damiaan Denys, psychiater en hoogleraar Universiteit van Amsterdam
- Koen D'haene, auteur, voorzitter van de Vereniging van West-Vlaamse Schrijvers
- Justine De Jonckheere, Miss België 2011
- Stefaan Degand, acteur
- Bart Herman, zanger
- Jo Libeer, gedelegeerd bestuurder van Voka
- Julien Libeer, pianist
- Tijs Mauroo, journalist
- Steak Number Eight, rockgroep
- Steven Vanackere, federaal vicepremier
- Jean-Claude Van Geenberghe, springruiter
- Eveline Vanhaverbeke, romanschrijfster
- Bart Van Loo, auteur en conferencier
- Aagje Vanwalleghem, gymnaste
- Camille Dhont, actrice en zangeres
- Joseph Vanmaercke, uitvinder